# Maikel van der Vleuten
Maikel van der Vleuten (10 febbraio 1988) è un cavaliere olandese.

## Palmarès
- Olimpiadi

Londra 2012: argento nel salto ostacoli a squadre.
Tokyo 2020: bronzo nel salto ostacoli individuale.
Parigi 2024: bronzo nel salto ostacoli individuale.